# الدوري البرازيلي الدرجة الثالثة 2014
الدوري البرازيلي الدرجة الثالثة 2014 هو الموسم 25 من الدوري البرازيلي الدرجة الثالثة. أقيم خلال الفترة 26 أبريل 2014 وحتى 22 نوفمبر 2014، وأشرف على تنظيمه اتحاد البرازيل لكرة القدم، وكان عدد الأندية المشاركة فيه 20، وفاز فيه نادي ماكاي.